# Okey Ok
Okey Ok és un grup de música powerpop en català format per quatre nois de Barcelona. El seu primer àlbum es va titular Trencant el gel i va ser publicat per Discmedi el 2012. La seva música rep influències del power punk americà, especialment de grups com All Time Low, Blink 182, Simple Plan. La seva música va adreçada principalment a un públic jove, amb unes lletres que parlen sobre les seves emocions i inquietud, fent servir melodies pròpies del pop. El seu segon disc es titula Karma i va ser publicat per Discmedi el 17 de maig de 2015.

## Discografia
- Trencant el gel (Discmedi, 2012)
- Karma (Discmedi, 2015)